# Isfjorden (sat)
Isfjorden este un sat din comuna Rauma, provincia Møre og Romsdal, Norvegia, cu o suprafață de 1,13 km² și o populație de 1.297 locuitori (2013).